# اوکرائینکا، استان کی‌یف
شهر اوکرائینکا (به روسی: Українка) در استان کیف در کشور اوکراین واقع شده‌است. جمعیت این شهر ۱۴٬۱۶۳ نفر است.

## نگارخانه

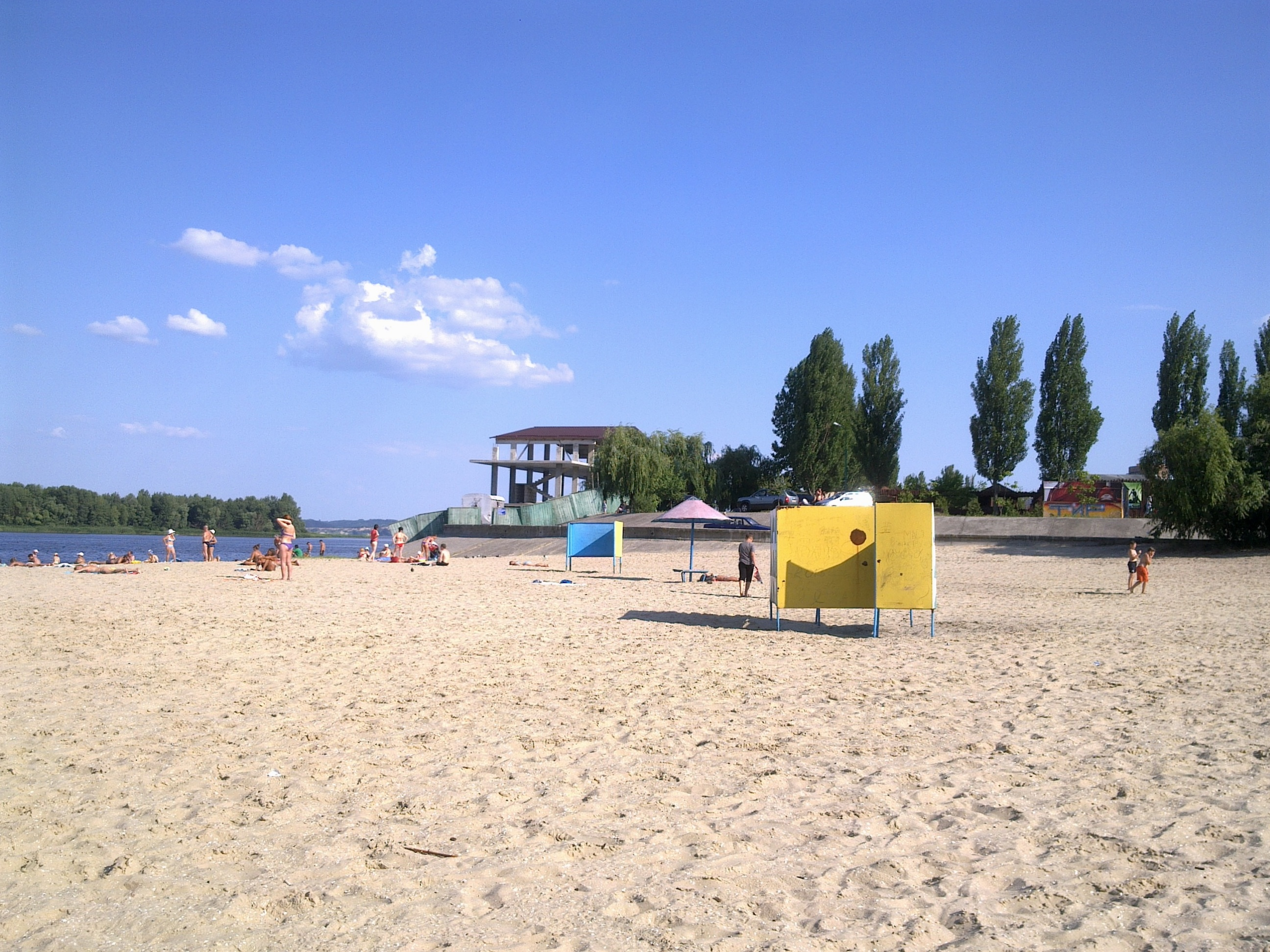
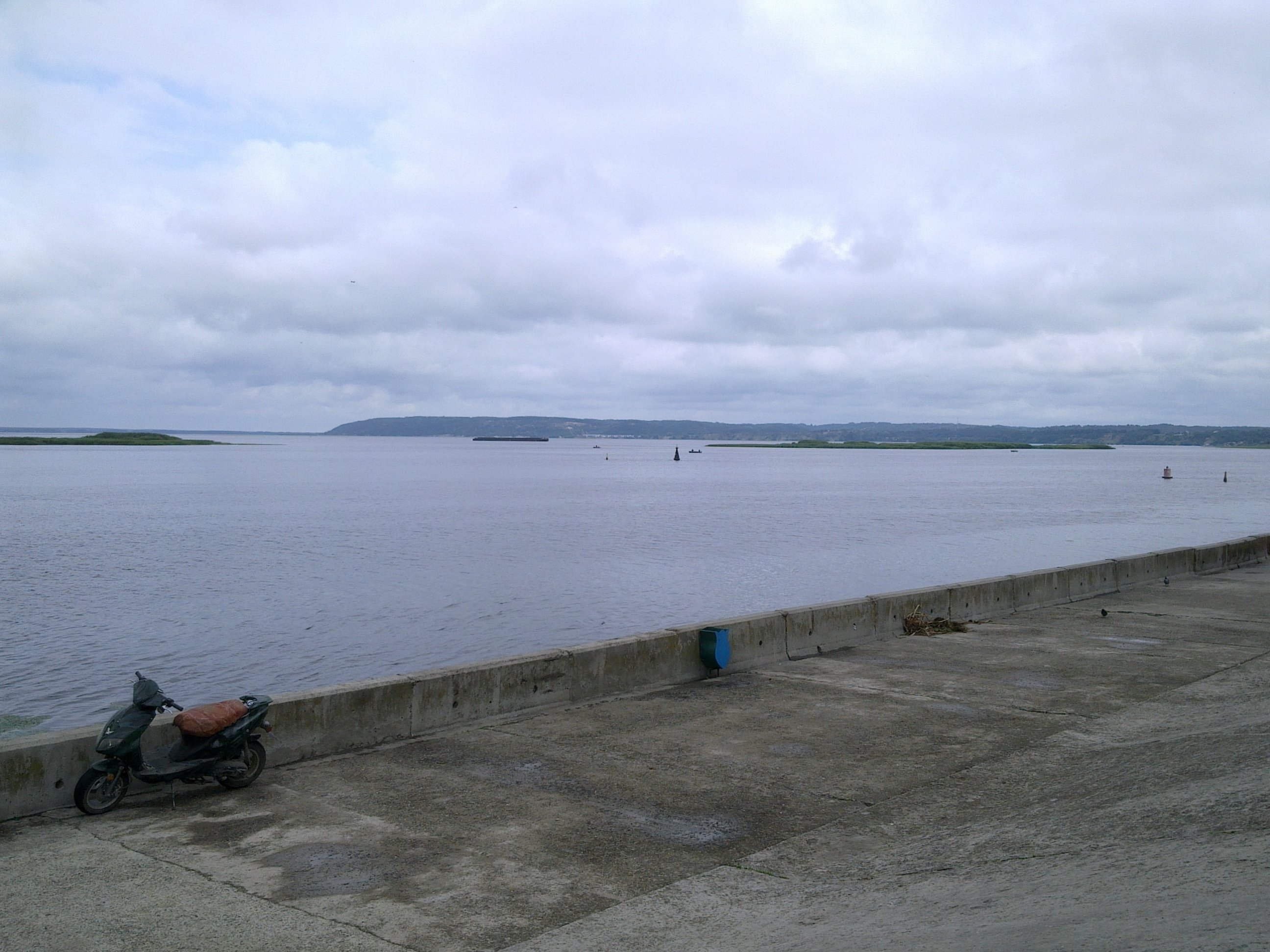
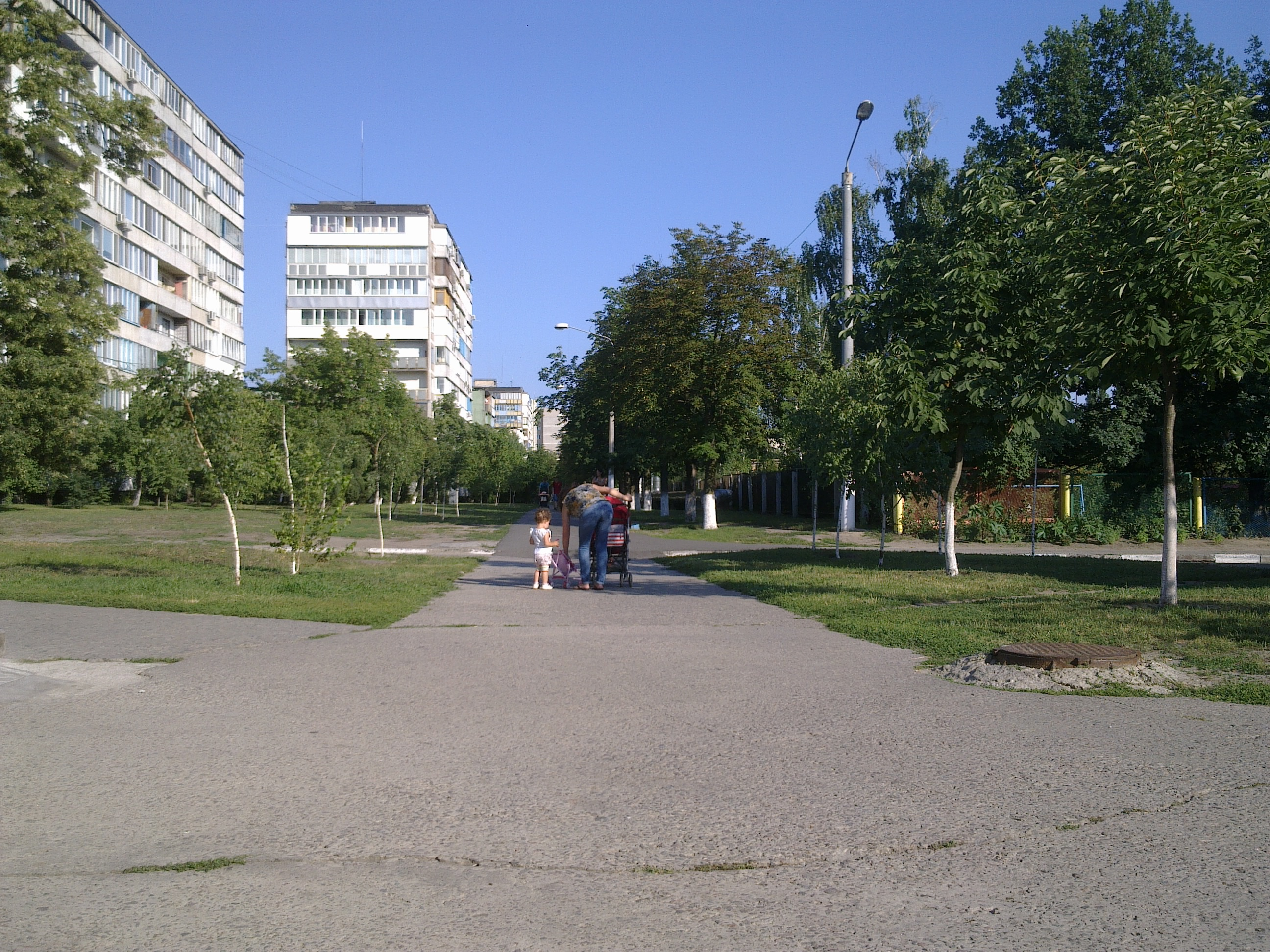
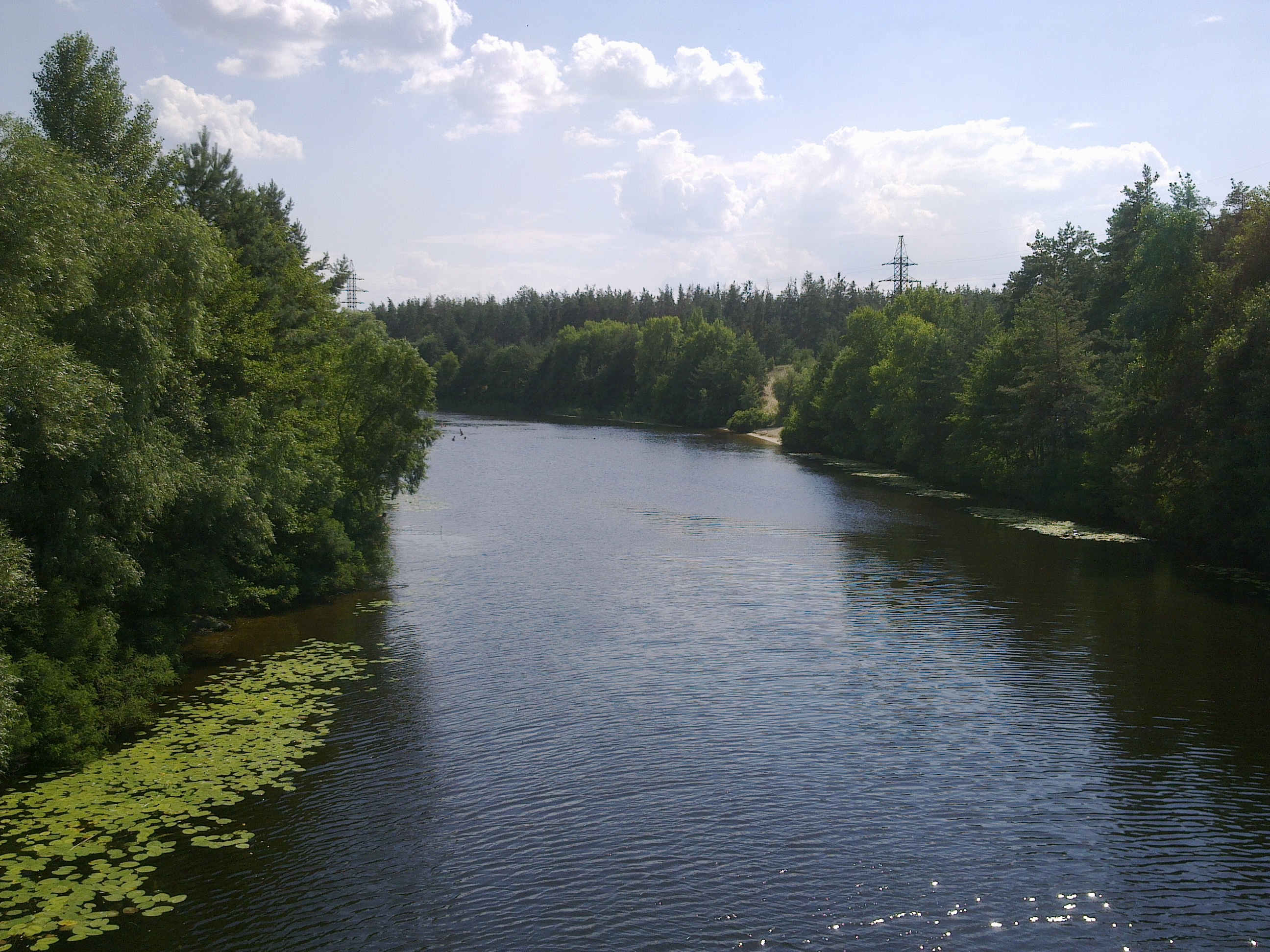
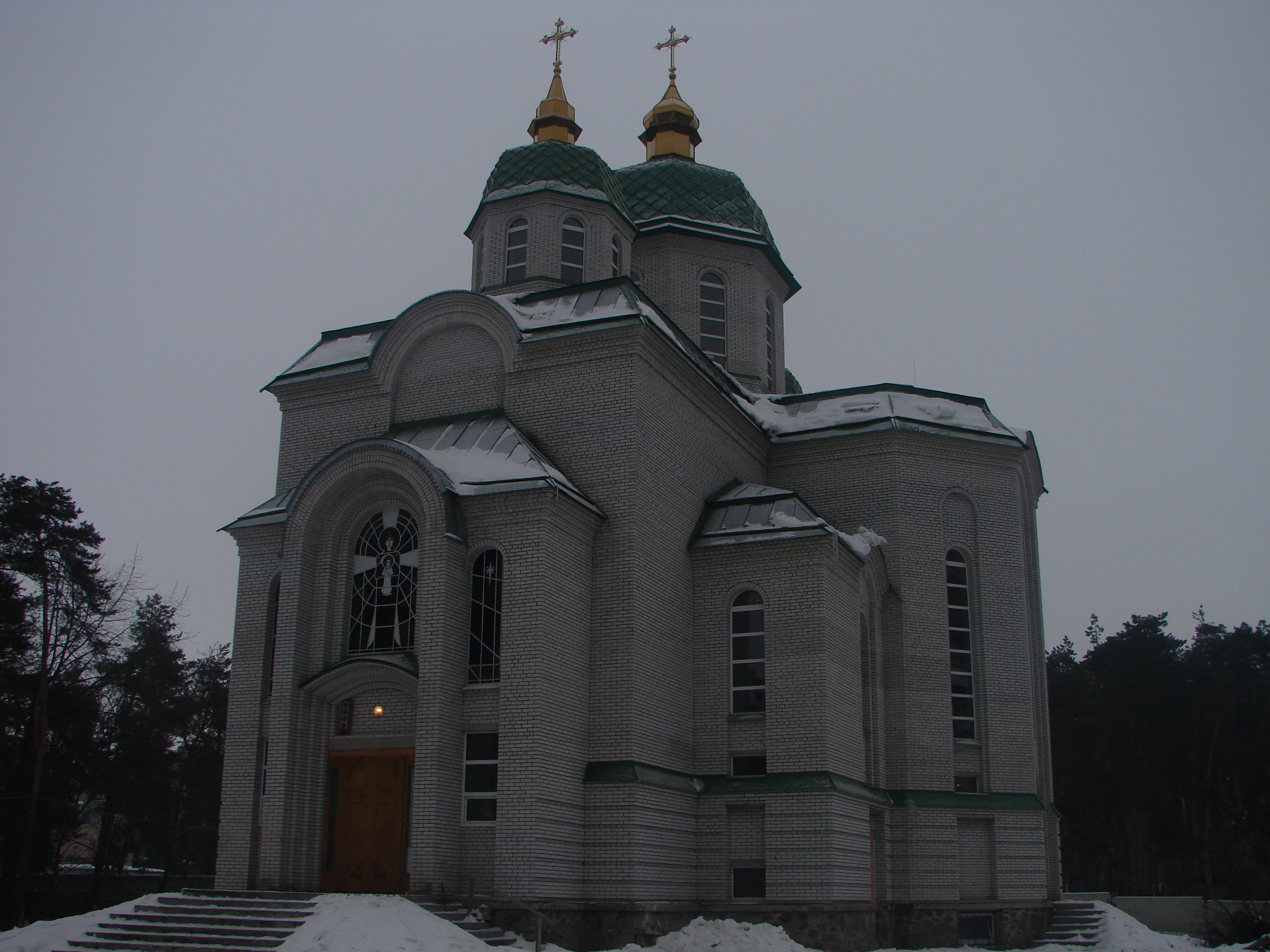